# Kalesi
Kalesi es una localidad del municipio de Raasiku en el condado de Harju, Estonia. 
Se encuentra ubicada en el centro del condado, a poca distancia al sur de Tallin y cerca del río Pirita.

## Demografía
En el censo del año 2000, Kalesi contaba con una población de 178 habitantes. Para el siguiente censo, en 2011, la población ascendió a 189 residentes. En el último censo de 2021, se censó a 214 personas, de las cuales 105 eran hombres y 109 mujeres.